# Whitbourn
La rivière Whitbourn  (anglais : Whitbourn River)  est un cours d’eau de la région d’Otago de l’Île du Sud de la Nouvelle-Zélande. C’est un affluent supérieur de la rivière Dart.

## Géographie
Le parcours complet de la rivière Whitbourn est situé dans le Parc national du mont Aspiring.